# Hold Me (Fleetwood Mac)
Hold Me is een nummer van de Amerikaanse band Fleetwood Mac uit 1982. Het is de eerste single van hun dertiende studioalbum Mirage.
"Hold Me" werd vooral een hit in de Verenigde Staten, waar het de 4e positie haalde in de Billboard Hot 100. In de Nederlandse Top 40 haalde het een bescheiden 20e positie, en in de Vlaamse Radio 2 Top 30 werd de 14e positie gehaald. In 1989 werd het nummer opnieuw uitgebracht; dit om Fleetwood Macs verzamelalbum Greatest Hits te promoten. Hierdoor kwam het nummer ook opnieuw de Nederlandse Top 40 binnen, waar het toen een 29e positie behaalde.